# Sân bay Akhiok
Sân bay Akhiok (IATA: AKK, ICAO: PAKH, LID FAA: AKK) là một sân bay công thuộc sở hữu bang nằm cách 1,6 dặm Anh về phía tây nam của trung tâm Akhiok, một thành phố ở Kodiak Island Borough của tiểu bang Alaska, Mỹ.

## Trang thiết bị
Sân bay Akhiok có một đường băng (4/22) mặt sỏi kích thước 3.120 x 50 ft. (951 x 15 m). Trong thời gian 12 tháng kết thúc vào ngày 31 tháng 12 năm 2003, sân bay này đã phục vụ 1.600 lượt chuyến bay: 94% air taxi và 6% hàng không tổng hợp.